# Gara Golenți
Gara Golenți este o gară din Golenți, județul Dolj, Oltenia, România. Aceasta se află pe calea ferată Craiova-Calafat. De aici se mai poate ajunge în Vidin, Bulgaria trecând Podul Calafat-Vidin. Accesul la această gară se face pe drumul comunal DC66 Basarabi(DN56) – Gara Golenți, km 0+000-6+030'.

## Legături externe
- Linia ferată din România unde 100 de km sunt parcurși în trei ore și jumătate